# MAZ 103
MAZ 103 – autobus miejski, produkowany przez białoruską firmę MAZ na licencji niemieckiego Neoplana N4014NF. Model ten stanowi uproszczoną wersję autobusu MAZ 101, którego stał się następcą. W MAZie 103 zastosowano tradycyjny most napędowy w miejsce stosowanego w modelu 101 mostu portalowego. Zmiana ta wymusiła podniesienie w 103 poziomu podłogi w tylnej części nadwozia do 790 mm (101 całkowicie niskopodłogowy). Miało to na celu uproszczenie procesu produkcyjnego oraz zmniejszenie ceny pojazdu.

## Historia

### MAZ
Fabryka MAZ powstała w 1947 w Mińsku (wówczas ZSRR). MAZ początkowo produkował wyłącznie ciężarówki. W latach 90. XX wieku firma rozszerzyła profil produkcji o autobusy miejskie. Autobusy MAZ były najnowocześniejszymi autobusami miejskimi na terenie WNP, co w połączeniu z umiarkowaną ceną spowodowało, iż stały się popularne w miastach dawnego ZSRR. Dzięki zakupieniu licencji od Neoplana MAZ rozpoczął produkcję (jako pierwszy na terenie WNP) autobusów niskopodłogowych (model MAZ 101).

### MAZ 105 i MAZ 107
Oprócz autobusów standardowej długości producent ma w ofercie dwa autobusy dłuższe oparte na MAZie 103. Przegubowy MAZ 105 i 15 metrowy MAZ 107. Autobus przegubowy jest jednak średniopodłogowy (590 mm).

### MAZ 203
Następcą MAZa 103 został MAZ 203. Pojazd ten był całkowicie niskopodłogowy, dodatkowo podłoga została nieco obniżona w stosunku do niskopodłogowej części 103. Dodatkowo, ze względu na planowaną sprzedaż na rynkach Unii Europejskiej dostosowano autobus do norm unijnych i zmodyfikowano (unowocześniono) ścianę czołową,pojazdy te są wyposażone w przyklęk i rampę dla inwalidów.

## Konstrukcja

### Układ napędowy
MAZ 103 oferowane są z dwoma silnikami Mercedes-Benz OM 906LA (o mocy 231 KM) oraz DEUTZ BF6M.1013EC (237KM). Moc jest przekazywana na tylną oś poprzez skrzynię biegów ZF, Voith Diwa.

## Eksploatacja

### MAZ 103 w Polsce
Pierwsze MAZy 103 w Polsce zostały zakupione w 2006 przez prywatnego operatora obsługującego aglomerację katowicką. Obecnie autobusy MAZ 103 eksploatowane są w kilku miastach Polski:
- Irex Sosnowiec – 14 szt.
- PKA Elbląg – 8 szt.
- Aska Żory – 11 szt. (3 kupione od KPKM Białystok)
- Kłosok Żory – 7 szt.
- Pawelec Biechów – 7 szt.
- LZ Zendek – 3 szt.
- KPKM Białystok – (3 sprzedane do ASKI Żory)
- Nowak Transport Świerklaniec – 2 szt.
- Lubelskie Linie Autobusowe – 6 szt.